# Wydział Farmaceutyczny Warszawskiego Uniwersytetu Medycznego
Wydział Farmaceutyczny Warszawskiego Uniwersytetu Medycznego – jeden z 5 wydziałów Warszawskiego Uniwersytetu Medycznego. Mieści się na Kampusie Banacha.

## Kierunki studiów
- Jednolite studia magisterskie
  - Farmacja
  - Analityka medyczna
- Studia II stopnia
  - DUO OTM Ocena Technologii Medycznych
  - Toksykologia z elementami kryminalistyki[2]

## Władze dziekańskie
- Dziekan – dr hab. n. farm. Piotr Luliński[3]
- Prodziekan ds. kształcenia na kierunku farmacja– dr hab. n. farm. Agnieszka Bazylko[3]
- Prodziekan ds. kształcenia na kierunku analityka medyczna – dr hab. n. med. Olga Ciepiela[3]

## Wyróżnienia
W 1970 obecny budynek wydziału zdobył tytuł Mistera Warszawy.